# Carolina (Sudafrica)
Carolina è un centro abitato del Sudafrica, situato nella provincia dello Mpumalanga.